# Lucinda Riley
Lucinda Kate Riley (Lisburn, 16 februari 1965 – Drumbeg, 11 juni 2021) was een Noord-Iers schrijfster van historische fictie en actrice. In 2016 kocht de Italiaanse filmproducent Raffaella De Laurentiis de televisierechten van haar zeven romans uit de serie De Zeven Zussen.

## Leven
Lucinda Riley, die dramaturgie studeerde, had in haar jeugd een carrière als theater- en televisieactrice. Ze had veel gereisd, vooral in het Verre Oosten. Na op 22-jarige leeftijd aan klierkoorts te hebben geleden, begon ze te schrijven en publiceerde haar eerste roman twee jaar later. Riley schreef haar eerste acht romans, waarmee ze in 1992 begon, onder haar geboortenaam Lucinda Edmonds. Nadat ze in 2000 trouwde met haar nieuwe partner gebruikte ze haar aangetrouwde naam Lucinda Riley. Vanaf 2013 schreef ze aan de serie De Zeven Zussen. Van deze reeks zijn wereldwijd al zo'n 30 miljoen boeken verkocht.
Lucinda Riley woonde, met haar man en vijf kinderen, wisselend in haar huis aan de kust van Norfolk (in het oosten van Engeland) en in haar huis in de Provence in de havenplaats Saint-Tropez. 
Ze overleed op 56-jarige leeftijd aan de gevolgen van kanker.

## Bestseller 60
| Boeken met noteringen in de Nederlandse Bestseller 60         | Jaar van verschijnen | Datum van binnenkomst | Hoogste positie | Aantal weken | Opmerkingen                                                 |
| ------------------------------------------------------------- | -------------------- | --------------------- | --------------- | ------------ | ----------------------------------------------------------- |
| De zeven zussen. Storm                                        | 2018                 | 31-02-2018            | 2               | 182          | deel 2 van De zeven zussen-serie                            |
| De zeven zussen. Schaduw                                      | 2018                 | 18-04-2018            | 4               | 168          | deel 3 van De zeven zussen-serie                            |
| De zeven zussen                                               | 2017                 | 16-05-2018            | 1(12wk)         | 200          | deel 1 van De zeven zussen-serie                            |
| De zeven zussen. Parel                                        | 2018                 | 15-08-2018            | 1(1wk)          | 151          | deel 4 van De zeven zussen-serie                            |
| De nachtroos                                                  | 2018                 | 10-10-2018            | 33              | 20           |                                                             |
| De zeven zussen. Maan                                         | 2019                 | 16-01-2019            | 1(2wk)          | 134          | deel 5 van De zeven zussen-serie                            |
| De olijfboom                                                  | 2019                 | 10-04-2019            | 7               | 33           |                                                             |
| De lavendeltuin                                               | 2019                 | 03-07-2019            | 22              | 31           |                                                             |
| Het meisje op de rots                                         | 2019                 | 03-07-2019            | 23              | 38           |                                                             |
| Het Italiaanse meisje                                         | 2019                 | 17-07-2019            | 5               | 26           |                                                             |
| De zeven zussen. Zon                                          | 2020                 | 26-02-2020            | 1(3wk)          | 79           | deel 6 van De zeven zussen-serie                            |
| De vlinderkamer                                               | 2020                 | 29-04-2020            | 1(2wk)          | 21           |                                                             |
| De orchideeëntuin                                             | 2020                 | 03-06-2020            | 22              | 6            |                                                             |
| De zilverboom                                                 | 2020                 | 21-10-2020            | 1(2wk)          | 21           |                                                             |
| De zeven zussen. De zevende zus                               | 2021                 | 12-05-2021            | 1(3wk)          | 37           | deel 7 van De zeven zussen-serie                            |
| De liefdesbrief                                               | 2021                 | 15-09-2021            | 1(4wk)          | 41           |                                                             |
| De geheimen van de kostschool                                 | 2022                 | 01-06-2022            | 1(3wk)          | 39           |                                                             |
| De zeven zussen. Atlas - Het verhaal van Pa Salt              | 2023                 | 17-05-2023            | 1(4wk)          | 23           | met zoon Harry Whittaker / deel 8 van De zeven zussen-serie |
| De zeven zussen. Atlas - Het verhaal van Pa Salt (harde kaft) | 2023                 | 17-05-2023            | 24              | 1            | met zoon Harry Whittaker / deel 8 van De zeven zussen-serie |
| De verborgen belofte                                          | 2024                 | 18-09-2024            | 1(2wk)          | 32           |                                                             |

## Televisie
- The Story of the Treasure Seekers (1982) - als Dora Bastable; miniserie
- Auf Wiedersehen, Pet (1983) - als Tracy; 1 afl.
- Jumping the Queue (1989) - als Emma; 1 afl.